# Єрмаков Олексій Леонідович
Олексій Леонідович Єрмаков (3 травня 1982, м. Орджонікідзе (нині Покров), Дніпропетровська область — 9 липня 2022, м. Часів Яр, Донецька область, Україна) — український військовослужбовець, солдат Збройних сил України, учасник російсько-української війни. Кавалер ордена «За мужність» III ступеня (2023, посмертно), почесний громадянин міста Чорткова (2022, посмертно).

## Життєпис
Олексій Єрмаков народився 3 травня 1982 року в місті Орджонікідзе (нині Покров) на Дніпропетровщині.
```
На початку 2000их, переїхав на постійне проживання в м. Тернопіль.
```

Працював заступником директора з транспортного господарства на ТОВ «АРС-кераміка».
Призваний на військову службу 25 лютого 2022 року. Загинув 9 липня 2022 року внаслідок артилерійського обстрілу в м. Часів Яр на Донеччині.
Похований 14 липня 2022 року на Алеї Героїв на Микулинецькому кладовищі м. Тернополя.
Залишилася дружина і донька.

## Нагороди
- орден «За мужність» III ступеня (9 січня 2023, посмертно) — за особисту мужність і самовідданість, виявлені у захисті державного суверенітету та територіальної цілісності України, вірність військовій присязі[1];
- почесний громадянин міста Тернополя (22 серпня 2022, посмертно)[2][3].